# Muzeum Paleobotaniczne Instytutu Botaniki UJ w Krakowie
Muzeum Paleobotaniczne Uniwersytetu Jagiellońskiego – muzeum działające w latach 2003–2017 w budynku Instytutu Botaniki UJ przy ul. Kopernika 31 w Krakowie. 
Ekspozycja obejmowała m.in. odciski i odlewy w materiale skalnym zgromadzone przez Mariana Raciborskiego i Franciszka Tondera. Zorganizowana została przez dr hab. Danutę Zdebską i udostępniana była głównie uczniom i studentom. Zlikwidowana została z m.in. powodów lokalowych. Przynajmniej część zbiorów przeniesiona do Centrum Edukacji Przyrodniczej działającego w Kampusie 600-lecia Odnowienia Uniwersytetu Jagiellońskiego.